# ويت جورجيا
ويت جورجيا تبليسي هو نادي كرة قدم في جورجيا تأسس في 1997.

## وصلات خارجية
- الموقع الرسمي